# برزوفکا (شهرستان بیژبولیاکسکی، باشقیرستان)
برزوفکا (انگلیسی: Berezovka, Bizhbulyaksky District, Republic of Bashkortostan) یک شهرک در شهرستان بیژبولیاکسکی باشقیرستان کشور روسیه است.